# Leucomonia
Leucomonia is een geslacht van vlinders uit de familie pijlstaarten (Sphingidae).

## Soorten
- Leucomonia bethia (Kirby, 1877)